# Serenata
Die Serenata (von italienisch sereno, ‚klarer Nachthimmel‘, fälschlicherweise oft auch von sera, ‚Abend‘, abgeleitet) bezeichnet eine vokal-instrumentale Huldigungsmusik, wie sie vorwiegend im 17. und 18. Jahrhundert abends zu Krönungen, Hochzeiten, Geburts- und Namenstagen aufgeführt wurde. Je nach Größe des Anlasses und des zu feiernden Hofes reichte die Spanne dabei von weltlichen Kantaten bis hin zur großen Oper (meist vom Typ der Opera seria). Häufig treten allegorische Figuren zur Verherrlichung eines Fürsten auf. (In einigen Sprachen steht Serenata auch für Serenade).

## Bezeichnung
Der Begriff der Serenata ist nicht mit dem der Serenade zu verwechseln. Beide wurden in der Frühphase zwar gleichbedeutend verwendet, die Serenade kennzeichnet später aber eine rein instrumentale Kompositionsform.
Das Wort leitet sich von dem italienischen Begriff sereno (‚klarer Nachthimmel‘) ab. Auch für eine alternative Herleitung aus dem Wort sera (‚Abend‘) finden sich Belege, beispielsweise in der Enzyklopädie Die Musik in Geschichte und Gegenwart. Sie hat die Interpretation für lange Zeit geprägt. Der Musikwissenschaftler Michael Talbot wies jedoch nachdrücklich darauf hin, dass diese Zuschreibung auf einem Irrtum beruht.
Andere häufig verwendete zeitgenössische Bezeichnungen für die Serenata sind Azione teatrale, Festa teatrale, Complimento, Componimento, Dramma per musica, Scena da camera oder Abendmusik. Manche Dichter verwendeten spezielle Bezeichnungen als eigenes Markenzeichen. Typisch sind immer die für den Abend vorgesehene Aufführungszeit und der semi-dramatische Charakter.

## Gestaltung

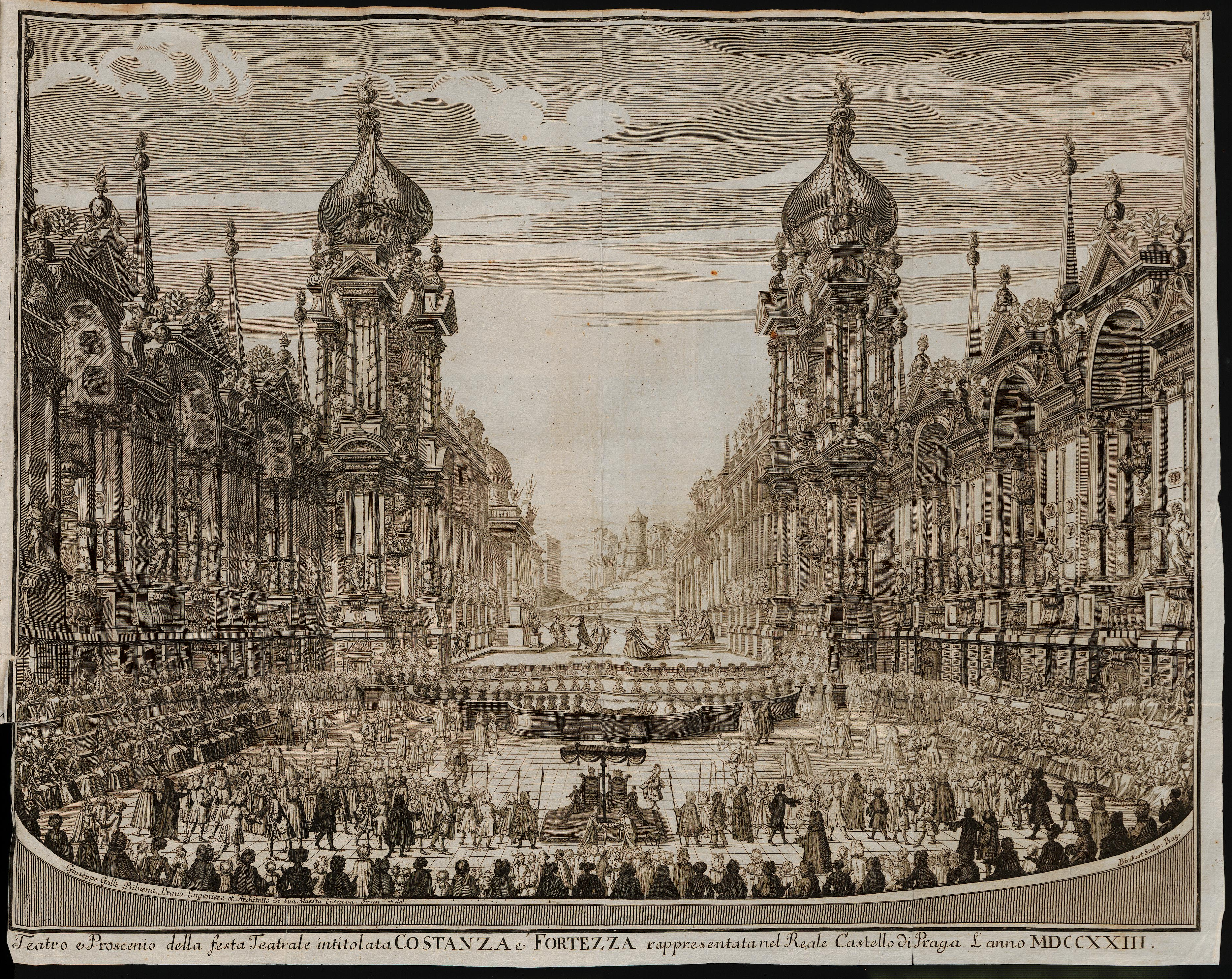
Costanza e fortezza von Johann Joseph Fux, am 28. August 1723 in Prag zur Krönung Karl VI. zum König von Böhmen aufgeführt. Theaterarchitektur und Bühnenbilder von Giuseppe Galli da Bibiena. Das eigens errichtete Theater in der Reitschule, Blick zur Bühne.

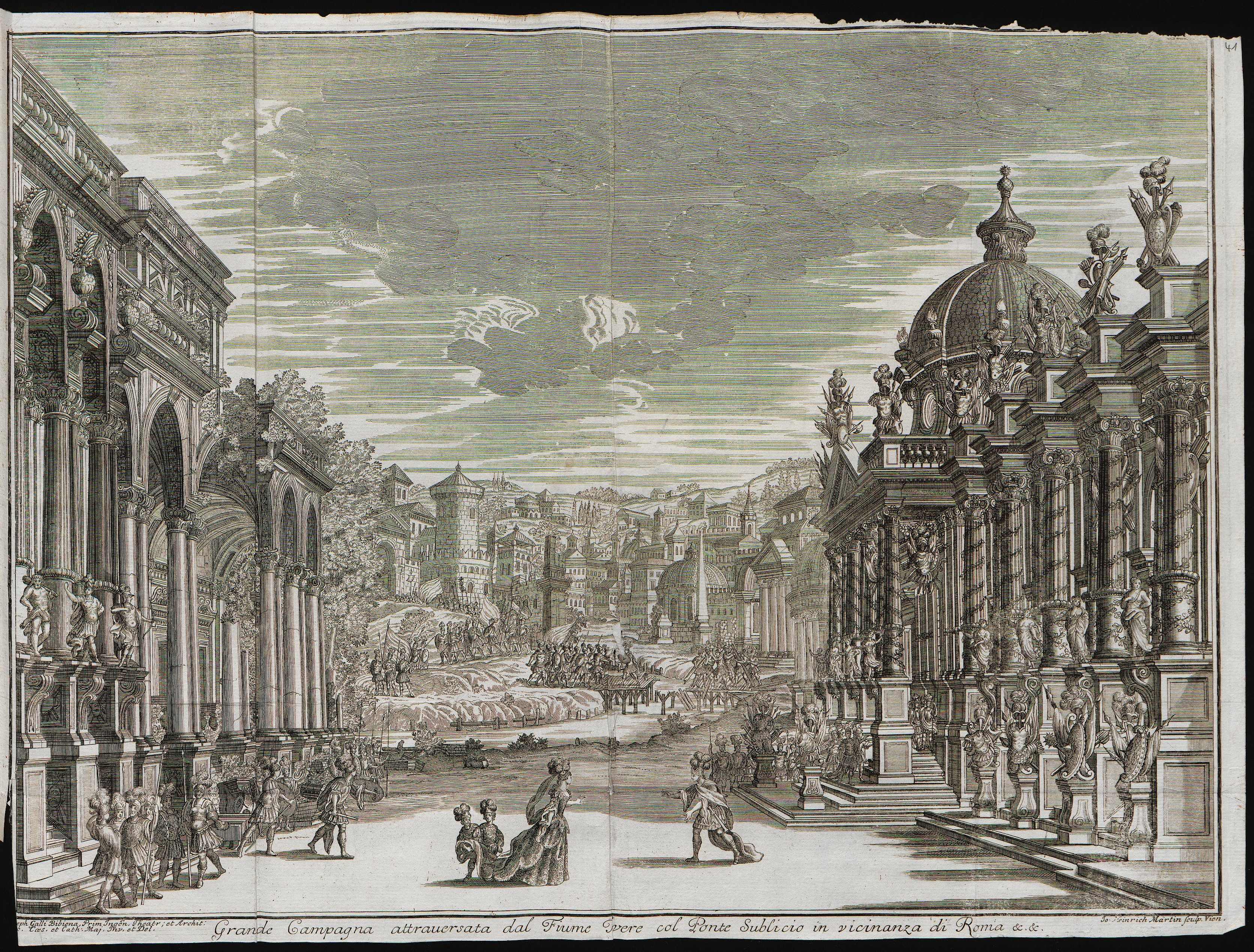
Costanza e fortezza. Bühnenbild: Vom Fluß Tiber durchflossene Landschaft beim Pons Sublicius in der Nähe von Rom.

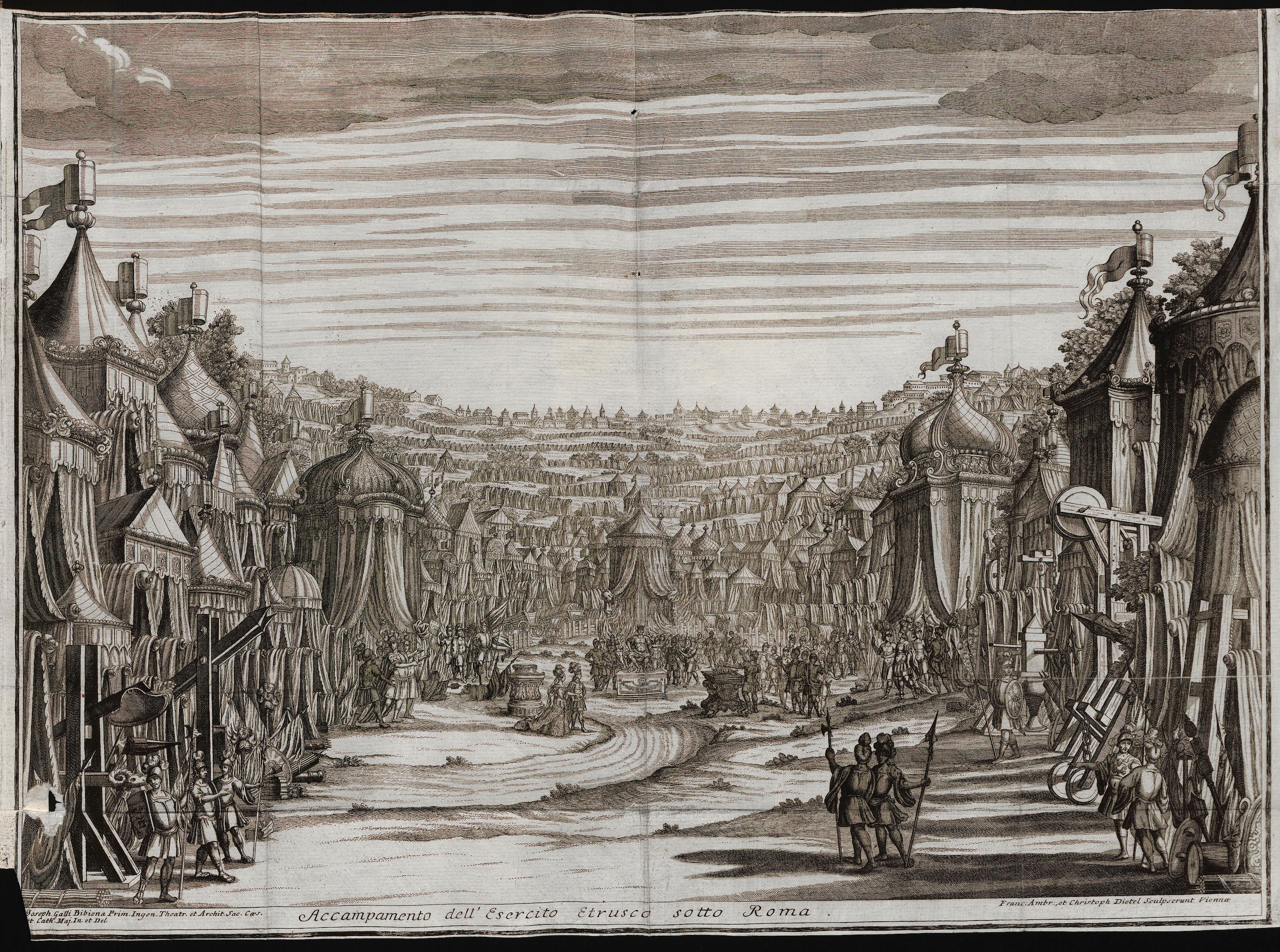
Costanza e fortezza. Bühnenbild: Lager des etruskischen Heeres vor Rom.

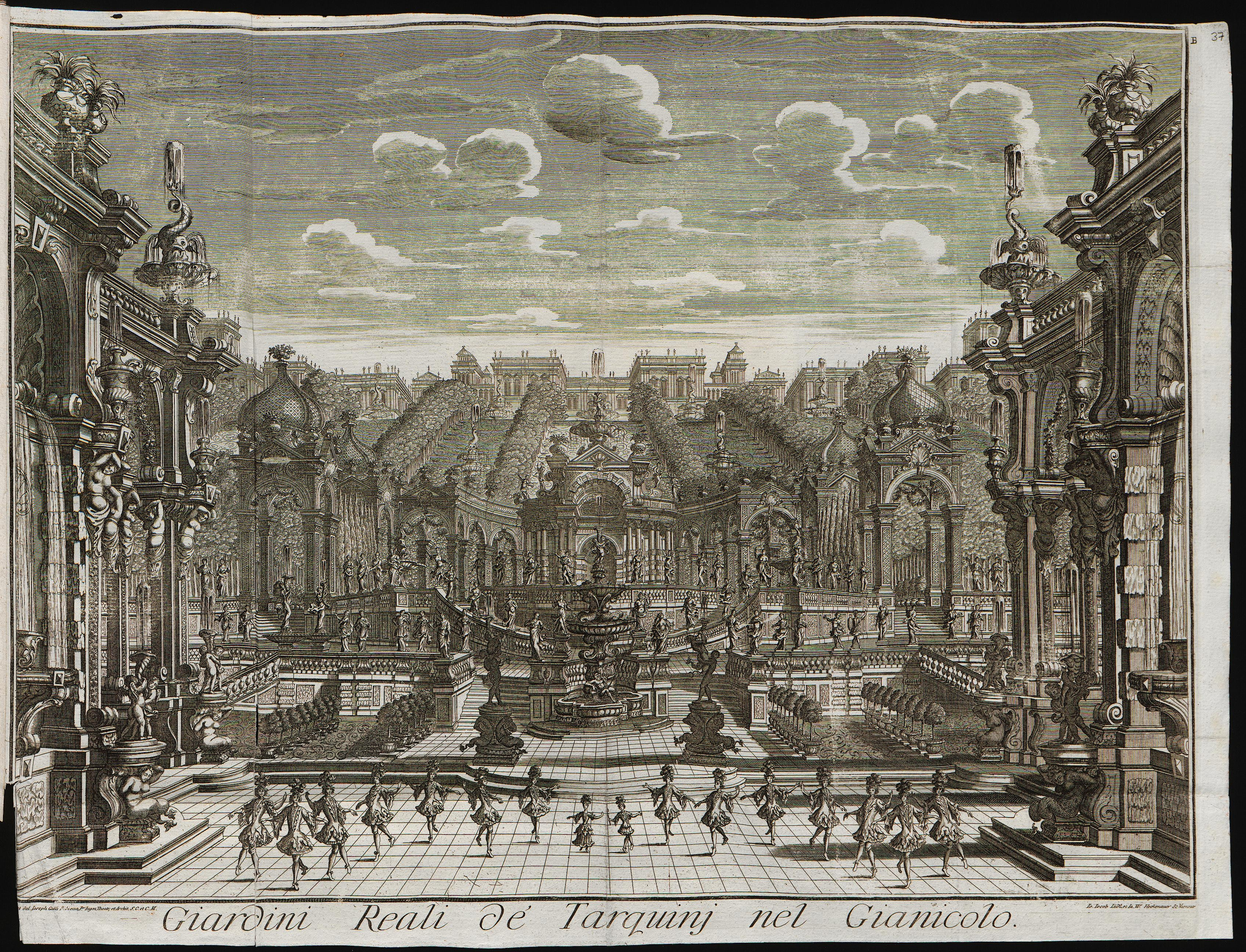
Costanza e fortezza. Bühnenbild: Die königlichen Gärten der Tarquinier auf dem Gianicolo

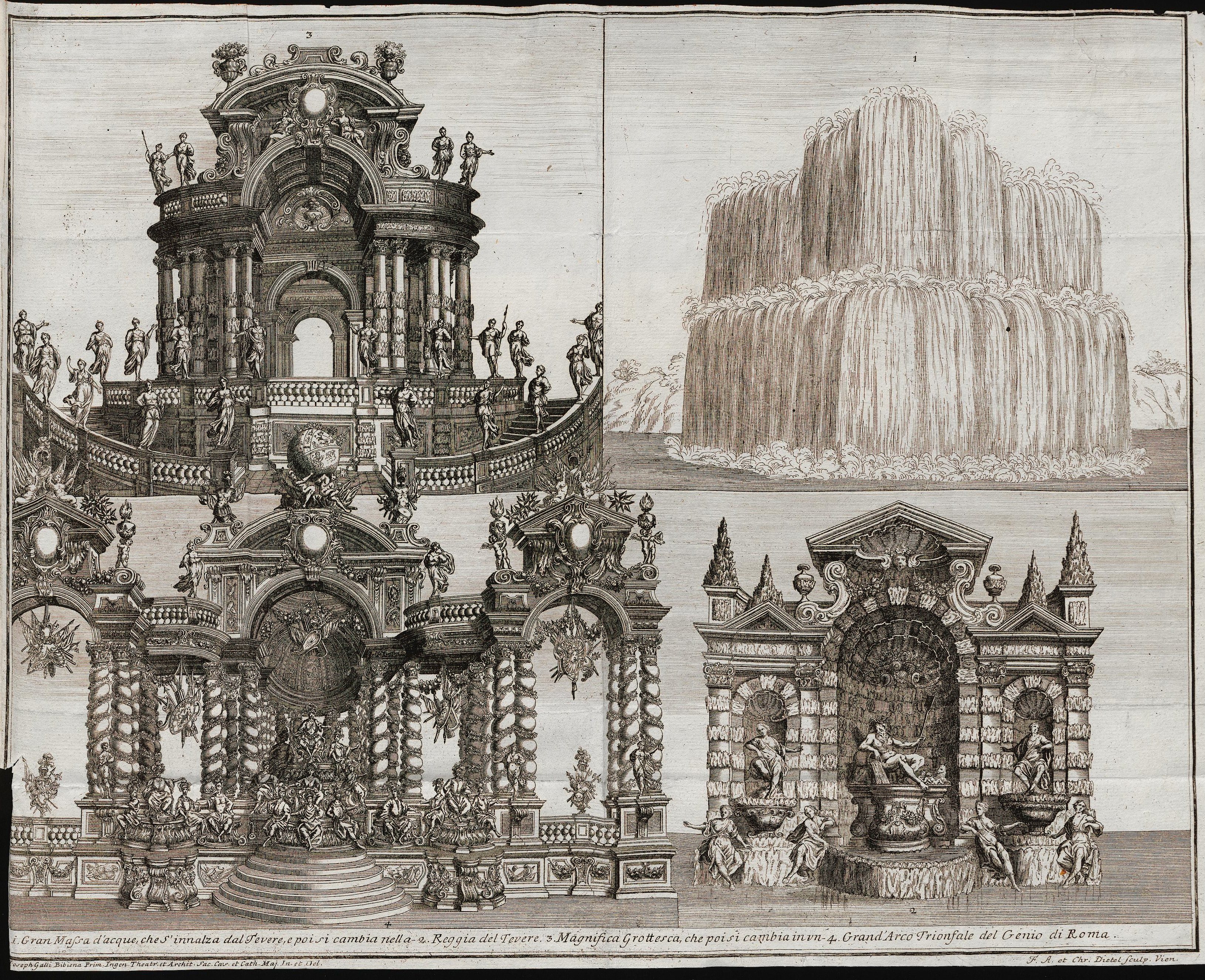
Costanza e fortezza. Bühnenbilder für das Finale: Eine große Wassermasse erhebt sich aus dem Tiber. Sie verwandelt sich in das Reich des Flussgotts. Eine prächtige Grotte, die sich in den großen Triumphbogen des Genius von Rom verwandelt.

Im 17. und 18. Jahrhundert wurde die Serenata als dramatisches Genre im Sinne Aristoteles’ angesehen, in dem sich die Charaktere direkt in Dialogen miteinander unterhalten. Eine erkennbare fortschreitende Handlung gab es in der Regel nicht. Die Serenata wirkte wie eine Mischform zwischen Kantate und kleiner Oper. Es handelt sich jedoch um ein eigenständiges Genre, das einige Merkmale mit der Kammerkantate, dem Oratorium und der Oper teilt.
Wie die Kammerkantate wurden diese Werke gewöhnlich im privaten Rahmen vor einem eingeladenen Publikum aufgeführt. Es gab aber auch Aufführungen im universitären Rahmen, und in Venedig und England wurden manche Serenaten wie Opern öffentlich im Theater aufgeführt. Meist waren sie Bestandteil einer größeren Feierlichkeit. Die Sänger standen wie bei einer konzertanten Aufführung stationär auf der Bühne, waren aber oft kostümiert.
Der musikalische Stil und die Besetzung erinnern an die Oper. Weil die Entstehungsgeschichte mit derjenigen des modernen Orchesters zusammenfällt, wurde die Serenata nahezu von Anbeginn von einem Orchester begleitet. Reiche Auftraggeber verwendeten aus Prunksucht gerne besonders große Orchester. Die 1729 zur Feier des Geburts des Dauphins aufgeführte Serenata La contesa de’ numi von Leonardo Vinci beispielsweise benötigte 130 Instrumentalisten. Die als Chor bezeichneten Sätze wurden dagegen meist mit der Solistenbesetzung ausgeführt.
Dramaturgisch ergeben sich die meisten Ähnlichkeiten mit dem barocken Oratorium. Viele Serenaten enthalten allegorische Charaktere, die Konzepte wie Pflicht oder Ehre personifizieren und deren Texte stark moralisierend sind. Eine fortschreitende Handlung fehlt meist. Das bedeutete, dass das Werk einem dramaturgischen Höhepunkt zusteuern musste. Oft war das die Enthüllung des zu feiernden Objekts. In den Texten waren Wortspiele und Umschreibungen verbreitet. Typischerweise wurden bestimmte Begriffe durch andere ersetzt, so z. B. „Kaiser“ durch „augusto“ oder „Venedig“ durch „L’Adria“.
Die Werke bestehen häufig aus zwei ungefähr gleich langen Teilen, wobei die Gesamtlänge sehr stark variieren kann. Die Charaktere werden im Gegensatz zur Oper meist gleichwertig behandelt. Arien werden oft in Runden gruppiert, in denen jede Rolle eine Arie erhält.
Weil die Aufführungen oft nicht in Theatergebäuden stattfanden, wurden für solche Szenen aufwändige Konstruktionen geschaffen. Ein beliebtes Motiv war der Gegensatz zwischen Land und Wasser. So konnten beispielsweise entweder die Musiker oder das Publikum in Booten sitzen, während sich die andere Gruppe am Ufer befand.
Aufgrund knappen Zeitrahmens und der Notwendigkeit der Bekanntschaft mit dem Auftraggeber wurden oft zweitrangige lokale Dichter und Komponisten beauftragt. Die Texte wurden selten mehrfach verwendet. Als Ausnahme ist hier allerdings Pietro Metastasio zu nennen, dessen Libretti (z. B. L’isola disabitata) weit verbreitet waren.

## Entwicklung
Der Ursprung der Serenata liegt im mediterranen Brauch begründet, die Hitze der Mittagszeit im Haus zu verbringen und das gesellschaftliche Leben auf den Abend zu verlegen. Im 17. Jahrhundert lag ein Schwerpunkt der frühen Serenata-Praxis in Venedig, wo man sich zeitgenössischen Berichten zufolge abends kaum durch die Stadt bewegen konnte, ohne Musik zu hören. Die Serenata diente anfangs vor allem als kunstvolle musikalische Werbung, die ein Verehrer der von ihm geliebten Frau darbrachte. Im Laufe der Zeit entwickelte sich daraus eine Huldigungsmusik für höhergestellte Personen. Gelegentlich beauftragten höhere Adlige auch selbst Serenaten zur eigenen Verherrlichung.
Frühe Hinweise auf die Serenadenpraxis der abendlichen Freiluft-Aufführung findet man bereits in mittelalterlichen Versen sowie in den Chansons des 15. Jahrhunderts. Die italienische Frottola-Literatur von Leonardo Giustiniani, Bartolomeo Tromboncino und anderen ist als direkter Vorläufer zu sehen. Ein besonders beliebter Serenadentext dieser frühen Zeit war Francesco Petrarcas Hor che’l ciel et la terra e’l vento tace („Nun, da der Himmel, die Erde und der Wind schweigen“), das vielfach vertont wurde, zuletzt 1638 von Claudio Monteverdi. Die Anfangsworte dieses Sonetts wurden im 17. Jahrhundert – auch in anderen Sprachen – für zahlreiche Serenata-Texte verwendet.
Musikalisch gab es ursprünglich keine Unterscheidung zwischen der Serenata und der Kantate. Beide Formen entwickelten sich dann in den Jahren zwischen 1640 und 1680 vor allem in Rom stark weiter. Kantaten wurden dort oft tagsüber aufgeführt und hatten nur eine kleine Besetzung von einer einzigen Solostimme mit Generalbass. Die abendlich aufgeführten Werke dagegen hatten ein größeres Publikum und waren entsprechend stärker besetzt. Auch der Umfang dieser Werke nahm stark zu.
Neben Rom wurde Neapel zu einer weiteren Hochburg der Serenata-Pflege. So komponierte Alessandro Scarlatti hier allein mehr als 25 Werke. Von seinem Sohn Domenico Scarlatti wurde die Form in Spanien und Portugal eingeführt. Die Serenata verbreitete sich dann schnell auch in Nordeuropa. So sind die weltlichen Kantaten Johann Sebastian Bachs formal deutschsprachige Serenaten. Entsprechendes gilt für die englischen Geburtstags- und Neujahr-Oden sowie für die meist als festa teatrale bezeichneten Werke, die in Wien aufgeführt wurden. Nur in Frankreich gelangte die Serenata nicht zu einer größeren Bedeutung.
Als Blütezeit der Serenata gilt die Zeit von 1680 bis 1740. Die Unterschiede zur Kantate vergrößerten sich weiter. Während die Kantate grundsätzlich nicht szenisch aufgeführt wurde, gab es bei der Serenata einen Dialog zwischen verschiedenen Personen und eine kleine Handlung, an deren Ende die zu ehrenden Persönlichkeiten besonders gepriesen wurden. Die Darsteller traten in Kostümen auf, und gelegentlich gab es ein Bühnenbild. Manchmal wurden auch Bühnenmaschinen für Spezialeffekte genutzt.
Durch die Aufführung im Freien entwickelte sich auch die Instrumentierung weiter. Blechbläser, Schlagzeug und zusätzliche Holzblasinstrumente kamen hinzu, und die Größe des Orchesters wuchs über die des üblichen Opernorchesters hinaus. Auch die Arien waren oft umfangreicher als in der zeitgenössischen Oper, wo die Notwendigkeit der fortschreitenden Handlung die Länge der einzelnen Arien begrenzte.
Eine zeitgenössische Beschreibung der dort secular cantata genannten Gattung gab der englische Musikhistoriker Charles Burney:

“Cantatas of considerable length, accompanied by a numerous band are usually performed in Italy on great occasions of festivity: as the reconciliation of princes after long disunion, or the arrival of great personages in the capital of a state. […] But these differ essentially from what is usually meant by a cantata or monologue for a single voice, consisting of short recitatives, and two or three airs at most; as they are occasional poems in which several singers are employed; but though in dialogue, they are performed, like oratorios, without change of scene, or action.”

„Kantaten von beträchtlicher Länge, begleitet von größeren Zahl Musiker, werden in Italien gewöhnlich bei großen Festlichkeiten aufgeführt: bei der Versöhnung von Prinzen nach längerer Uneinigkeit oder bei der Ankunft hochgestellter Persönlichkeiten in der Hauptstadt eines Landes. […] Aber diese unterscheiden sich wesentlich von Kantaten oder Monologen für eine einzelne Stimme, die aus kurzen Rezitativen und höchstens zwei oder drei Arien bestehen; sie sind Gelegenheitsgedichte, in denen mehrere Sänger auftreten; aber obwohl sie aus Dialogen bestehen, werden sie wie Oratorien ohne Änderung der Szene oder Handlung ausgeführt.“

Im Laufe des 18. Jahrhunderts nahm das Interesse an der Serenata ab. Zunächst begann man, auch hier mehr Handlung zu integrieren, die aber nicht direkt gezeigt, sondern meist durch einen Chor erzählt wurde. Ab der Jahrhundertmitte bekamen die Werke so immer mehr Ähnlichkeit mit kurzen Opern. Beispiele dafür sind Wolfgang Amadeus Mozarts Ascanio in Alba (Mailand 1771) und Il sogno di Scipione (Salzburg 1772). Durch die Auswirkungen der Französischen Revolution, die damit zusammenhängende Ablehnung von Prunk und Selbstverherrlichung des Adels und das Erstarken der Bürgerklasse verschwand die Gattung schließlich.

## Beispiele
Explizit als Serenata bezeichnete Werke:
- Antonio Bertali: Gli amori d’Apollo con Clizia, Wien 1661
- Antonio Cesti (bzw. möglicherweise Remigio Cesti): Io son la primavera, Florenz 1662
- Georg Friedrich Händel: Il Parnasso in festa, zur Hochzeit von Prinzessin Anne mit dem Prinzen Wilhelm von Oranien, London 1734

Weltliche Huldigungskantaten:
- Johann Sebastian Bach: Weltliche Kantaten BWV 30a, 36a, 66a, 134a, 173a, 184a, 193a, 194a, 206, 208, 213, 214, 215 und 249a.

Huldigungsopern:
- Johann Joseph Fux: Costanza e fortezza, zur Krönung Kaisers Karl VI. zum König von Böhmen und zur Geburtstagsfeier der Kaiserin Elisabeth Christine, Prag 1723
- Wolfgang Amadeus Mozart: Ascanio in Alba, „Serenata teatrale“ zur Hochzeit Erzherzog Ferdinands von Österreich mit Prinzessin Maria Beatrice von Este, Mailand 1771
- Wolfgang Amadeus Mozart: Il sogno di Scipione, „Azione teatrale“ für ein Jubiläum des Salzburger Fürstbischofs Sigismund Graf Schrattenbach, Salzburg 1772
- Wolfgang Amadeus Mozart: La clemenza di Tito, zur Krönung Kaiser Leopolds II. zum König von Böhmen, Prag 1791